# James Turrell

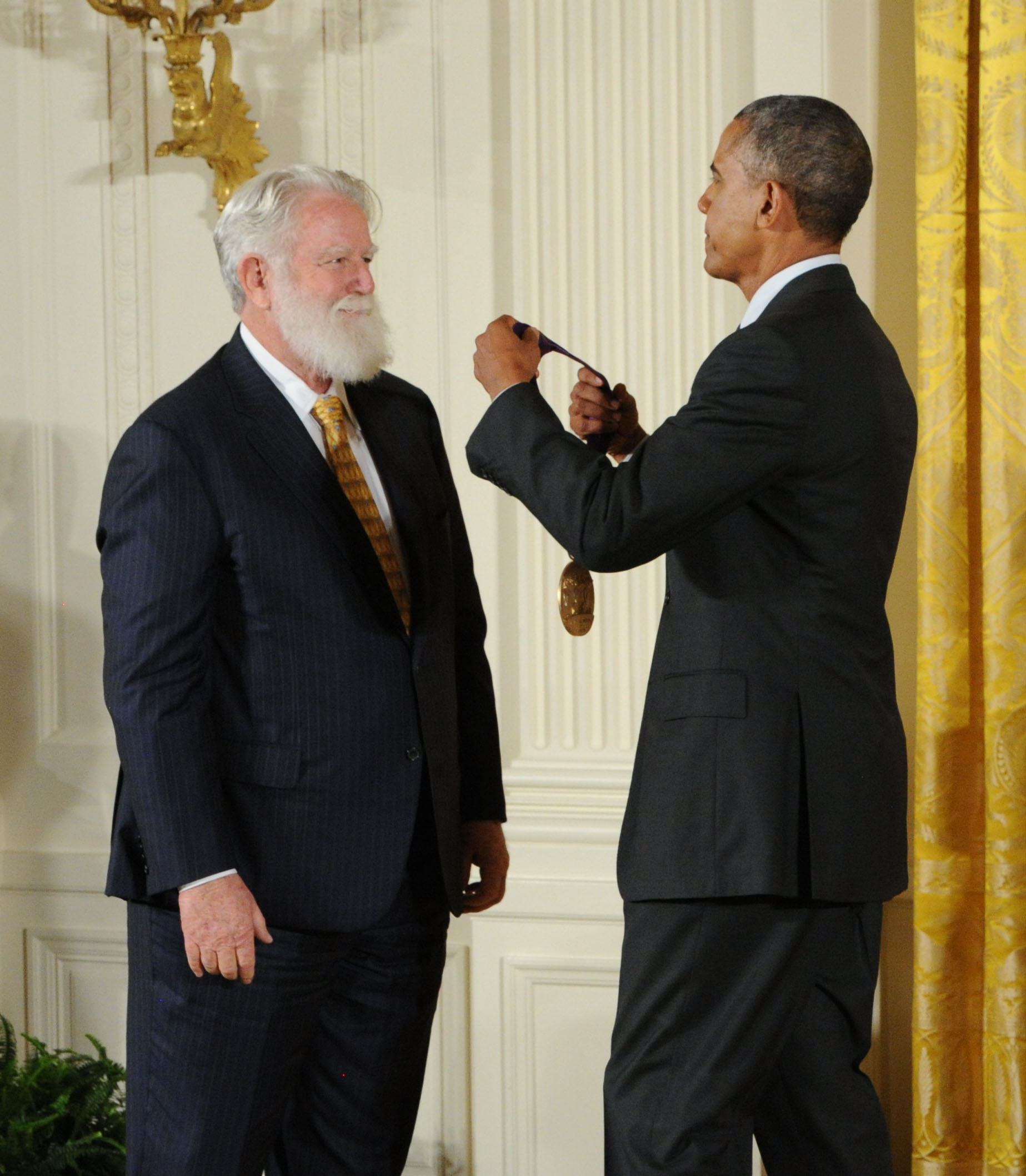
Barack Obama verleiht James Turrell am 28. Juli 2014 die National Medal of Arts

James Turrell (* 6. Mai 1943 in Los Angeles, Kalifornien) ist ein US-amerikanischer Land-Art-Künstler, der mit seinen Raum-Licht-Installationen bekannt geworden ist.

## Leben und Werk
Turrell wuchs in Los Angeles als Sohn einer Quäkerfamilie in streng religiösen Verhältnissen auf; die Familie verzichtete auf Strom, Auto und andere Annehmlichkeiten. Mit 16 Jahren erwarb er eine Fluglizenz für Motorflugzeuge. Ein Jahr später verweigerte er als überzeugter Pazifist den Kriegsdienst und wurde zu 22 Monaten Gefängnis verurteilt. Turrell machte sein Examen in Psychologie und Mathematik am Pomona College in Claremont (Kalifornien).
1966 begann er mit der Arbeit an „Lichträumen“. 1968 erhielt er ein Stipendium am National Endowment for the Arts. Ein Kunststudium an der Graduate School in Claremont schloss er 1973 ab.
Turrell lebt und arbeitet mit seiner dritten Frau Kyung Lee in Flagstaff, Arizona, sowie in Maryland.

### Roden Crater

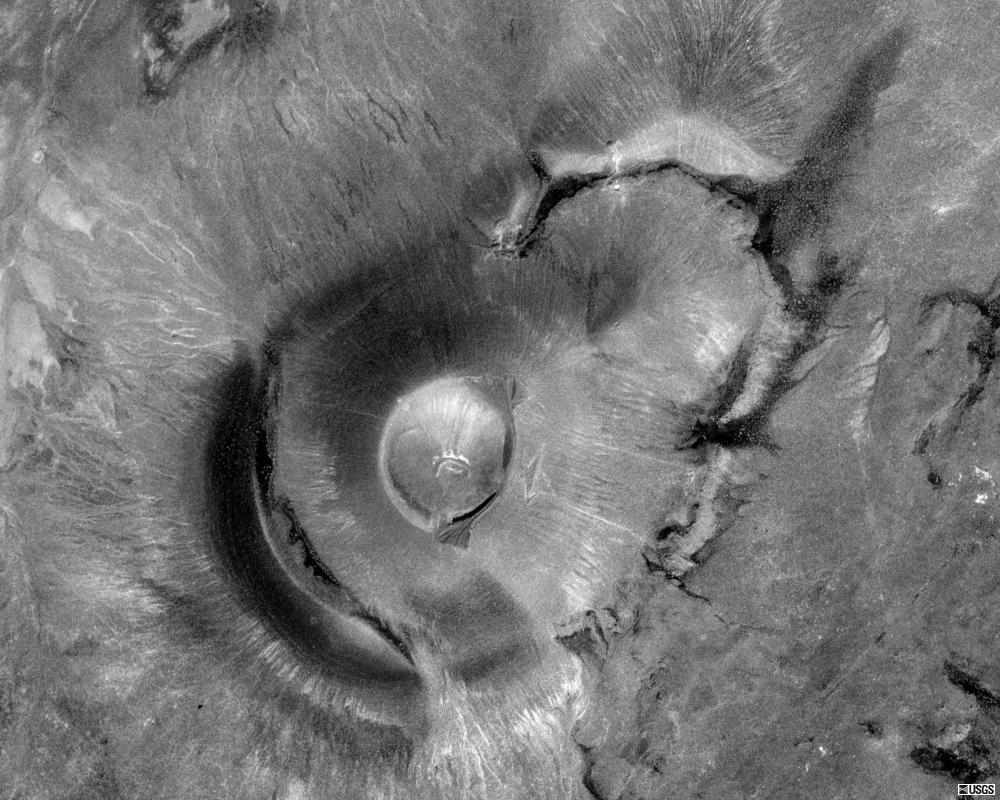
Satellitenbild des Roden Craters

In den 1970er Jahren war er mit dem Flugzeug auf der Suche nach einem geeigneten Gelände für eine vorwiegend unterirdisch angelegte Lichtinstallation. In der Wüste von Arizona, nahe bei Flagstaff, entdeckte er schließlich einen erloschenen Vulkankrater mit einer ovalen Caldera, umgeben von 400 Quadratkilometern Steppe. Turrell kaufte 1974 daraufhin das Gebiet und nannte es Roden Crater. Es wurde seine bekannteste und ambitionierteste Anlage. Er verwandelte den Vulkankegel durch Einbau unterirdischer Räume, Stollen und Schächte in ein Licht-Observatorium, das dem Betrachter erlauben soll, den Himmel und seine Phänomene, Licht, Sonne und Sterne in einer einzigartigen Weise zu erfahren.

### Weitere Werke

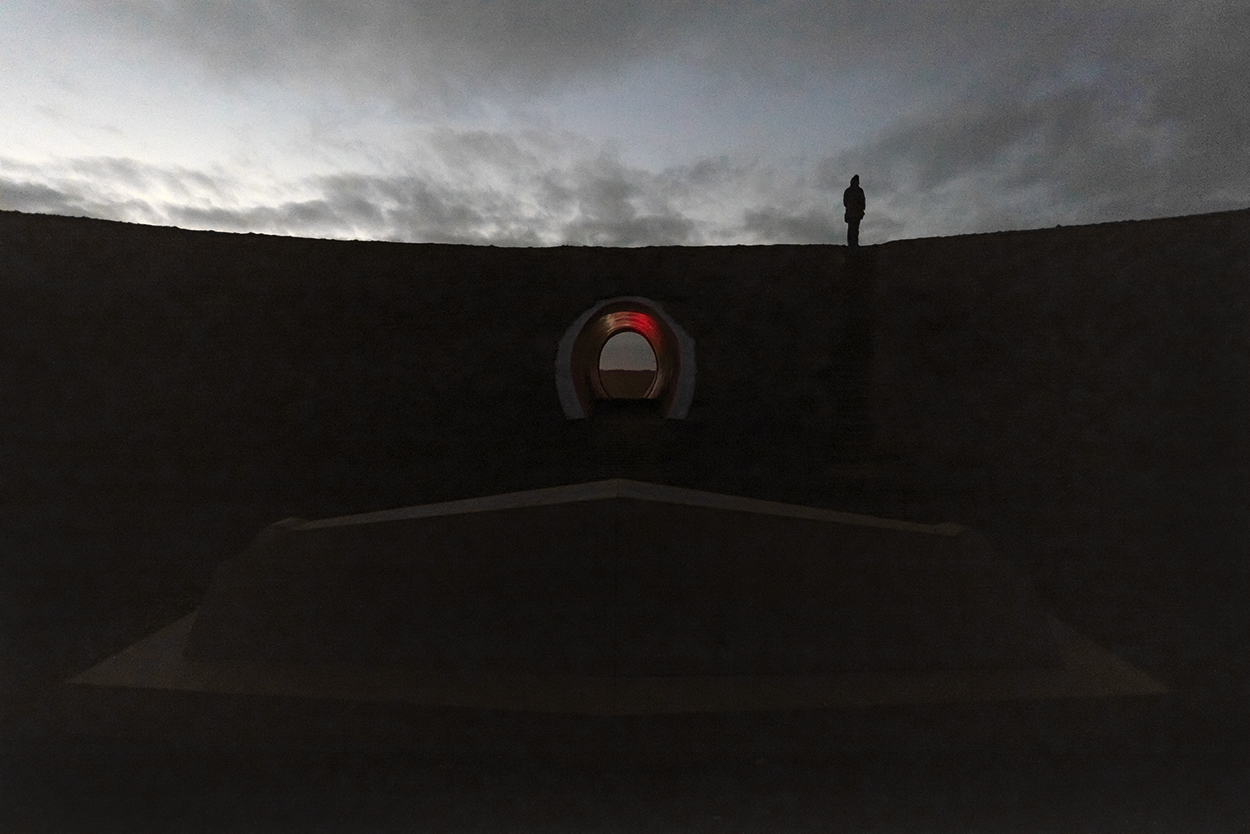
Himmelsgewölbe von James Turrell in Den Haag, Kijkduin, 1996

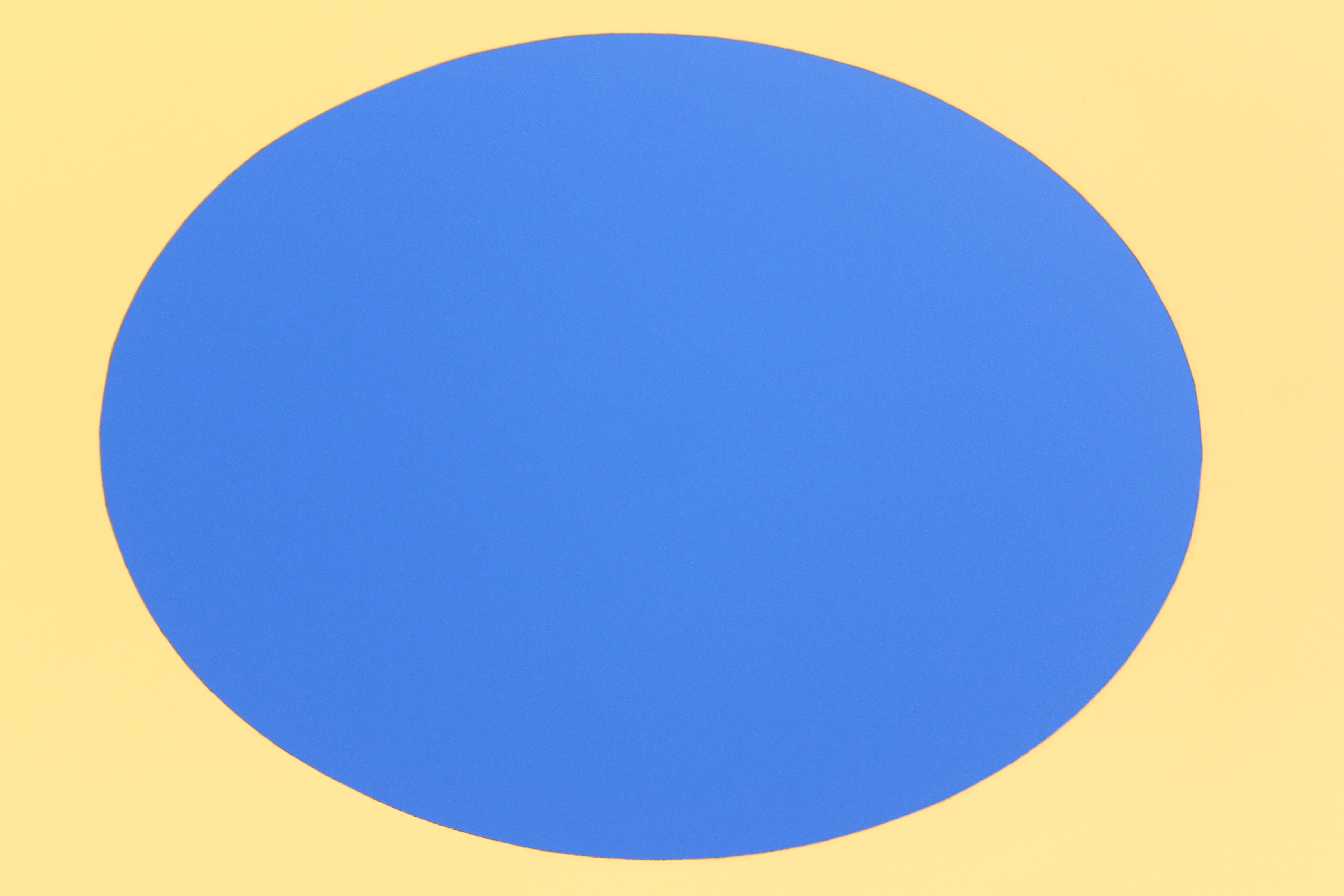
SKY-SPACE Salzburg 2006

Auch mit seinen Skyspaces beschäftigt sich Turrell intensiv mit der Beziehung zwischen Licht und Raum – große Räume, in denen sich die Betrachter auf Sitzgelegenheiten an den Wänden niederlassen können und wo eine Öffnung in der Decke die Sicht auf den Himmel erlaubt. Seine Lichttunnel und Lichtprojektionen erzeugen Formen, die Masse und Gewicht zu haben scheinen, jedoch nur aus Licht bestehen.
1996 wurde in Den Haag, Niederlande, auf Initiative des Kunstzentrums Stroom Turrells Celestial Vault (Himmelsgewölbe) errichtet.
Im Jahre 2004 erfolgte im Wiener MAK – Museum für angewandte Kunst die Ausstellung Mehr Licht. Targetti Light Art Collection im MAK, deren inhaltliche Aussage durch Turrells permanente Lichtinstallation MAKlite mit der urbanen Umgebung in Beziehung gebracht wurde. Die Installation wurde 2018 auf den neuesten technischen Stand gebracht und wird nun in zehn statt in den vier ursprünglichen Farben erleuchtet. In der MAK-Expositur Geymüllerschlössel im 18. Wiener Gemeindebezirk befindet sich der Skyspace The other Horizon.
In der Fundación NMAC in Vejer de la Frontera, Spanien, wurde 2005 der Skyspace Secondwind errichtet.
Im Rahmen des Kunstprojekts Salzburg entstand 2006 auf dem Mönchsberg die Lichtinstallation SKY-SPACE.
Im abgelegenen argentinischen Hochland eröffnete 2009 der Schweizer Gastronom und Großwinzer Donald M. Hess ein James-Turrell-Museum mit Raum-Licht-Installationen.
Im Zentrum für Internationale Lichtkunst in Unna baute Turrell 2009 einen weiteren Skyspace. Dieser gleicht einer gen Himmel gerichteten Camera Obscura, durch die sich der Himmel beobachten lässt. Im selben Museum befindet sich auch ein von Turrell als In-situ-Installation eingerichteter White Space.
Im Winter 2009/2010 präsentierte Turrell im Kunstmuseum Wolfsburg seine bislang größte Lichtinstallation in einem Museum.

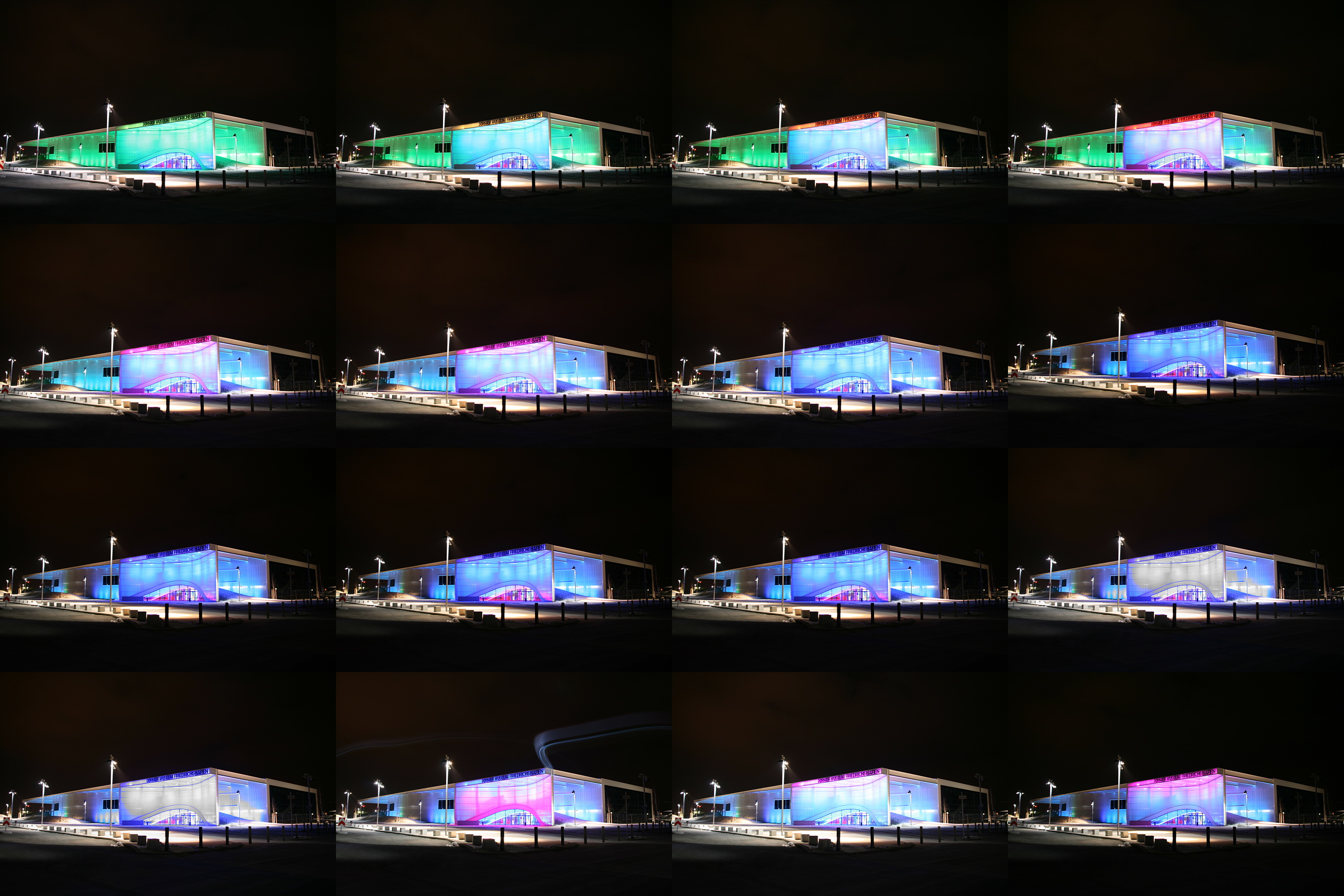
Lichtinstallation am Dornier-Museum

In Friedrichshafen am Bodensee wurde am 15. Oktober 2009 offiziell die Lichtinstallation für die Hauptfassade am neuen Dornier-Museum übergeben. Turrell entwarf für die Dornier-Stiftung das Lichtkonzept, das nach Sonnenuntergang die transluzente Fassade des einem Flugzeughangar nachempfundenen Gebäudes akzentuiert.
In der Kunsthalle Bremen ist seit August 2011 seine Lichtinstallation Above – Between – Below zu sehen.
Im Sommer 2013 richteten das Los Angeles County Museum of Art, das Museum of Fine Arts, Houston und das Solomon R. Guggenheim Museum, New York City eine dreiteilige Retrospektive auf über 8.500 Quadratmetern aus, in der sowohl bereits gezeigte als auch speziell für die Räume dieser Museen entworfene Werke ausgestellt wurden.
Im Juli 2015 wurde die sanierte Kapelle auf dem Friedhof der Dorotheenstädtischen und Friedrichswerderschen Gemeinden in Berlin mit einer Lichtinstallation von James Turrell wieder eröffnet.
2018 wurde der Skyspace Lech in Tannegg/Oberlech in Vorarlberg eröffnet.
Für das neu gestaltete und 2022 wieder eröffnete Diözesanmuseum Freising hat James Turrell die Kapelle gestaltet mit dem Titel A Chapel for Luke and his Scribe Lucius the Cyrene.

## Auszeichnungen (Auszug)
- 1984: MacArthur Fellow.
- 1991: Chevalier des Arts et des Lettres
- 1992: Preis der Heinz und Gisela Friederichs Stiftung, Frankfurt
- 2004: Aufnahme als Mitglied in die American Academy of Arts and Sciences
- 2007: Ehrendoktorwürde des Istituto Universitario di Architettura Venezia (IUAV)
- 2011: Aufnahme als Mitglied in die American Academy of Arts and Letters
- 2011: Assoziiertes Mitglied der Académie royale des Sciences, des Lettres et des Beaux-Arts de Belgique[16]
- 2013: National Medal of Arts[17]
- 2021: Praemium Imperiale
- 2022: Benennung eines Asteroiden nach ihm: (352273) Turrell[18]

## Filme
- James Turrell. Passageways. Dokumentation, Frankreich, USA, 2006, 26 Min., Buch und Regie: Carine Asscher, Produktion: Centre Pompidou, Inhaltsangabe, Präsentation des Projekts Roden Crater, mit Videoclip
- James Turrell. Den Himmel auf Erden Reportage, Deutschland, 2023, 44:06 Min., Buch und Regie: Armin Kratzert, Florian Holzherr, Produktion: BR, Erstsendung: 5. Mai 2023[19]